# Жуан Ботелью
Жуан Ботелью (порт. João Manuel Raposo Botelho, нар. 22 вересня 1985, Понта-Делгада) — португальський футболіст, що грав на позиції воротаря.
Виступав, зокрема, за клуби «Санта-Клара» та «Мікаеленсе», а також молодіжну збірну Португалії.

## Клубна кар'єра
Народився 22 вересня 1985 року в місті Понта-Делгада. Вихованець футбольної школи клубу «Санта-Клара».
У дорослому футболі дебютував 2005 року виступами за команду «Санта-Клара», в якій провів п'ять сезонів, взявши участь у 54 матчах чемпіонату. 
Протягом 2010—2011 років захищав кольори клубу «Камаша».
Своєю грою за останню команду привернув увагу представників тренерського штабу клубу «Операріу душ Асореш», до складу якого приєднався 2011 року.
Протягом 2013 року знову захищав кольори клубу «Санта-Клара».
Того ж року повернувся до клубу «Операріу душ Асореш».
Протягом 2015—2016 років знову захищав кольори клубу «Санта-Клара».
З 2016 року знову, цього разу два сезони захищав кольори клубу «Операріу душ Асореш». 
У 2018 році перейшов до клубу «Мікаеленсе», за який відіграв 2 сезони та завершив професійну кар'єру футболіста у 2020 році.

## Виступи за збірну
У 2007 році залучався до складу молодіжної збірної Португалії. На молодіжному рівні зіграв у 4 офіційних матчах.